# Episodi di Sissi, la giovane imperatrice (seconda stagione)
| N° | Titolo                                   | Data             |
| -- | ---------------------------------------- | ---------------- |
| 27 | Di nuovo insieme (prima parte)           | 11 dicembre 2016 |
| 28 | Di nuovo insieme (seconda parte)         | 11 dicembre 2016 |
| 29 | Il gioco del falco                       | 9 aprile 2017    |
| 30 | Una lunga storia d'amore (prima parte)   | 16 aprile 2017   |
| 31 | Una lunga storia d'amore (seconda parte) | 16 aprile 2017   |
| 32 | L'apparenza inganna                      | 9 aprile 2017    |
| 33 | Il cavallo ribelle                       | 23 aprile 2017   |
| 34 | Per amor tuo                             | 23 aprile 2017   |
| 35 | C'era una volta una gatta                | 30 aprile 2017   |
| 36 | Il ritorno di Sara                       | 30 aprile 2017   |
| 37 | Vecchi nemici, nuovi intrighi            | 7 maggio 2017    |
| 38 | Volere è volare                          | 13 gennaio 2018  |
| 39 | Il ballo in maschera                     | 14 gennaio 2018  |
| 40 | Come due gocce d'acqua                   | 14 gennaio 2018  |
| 41 | Chi sbaglia paga                         | 21 gennaio 2018  |
| 42 | Un mostro a Corte                        | 21 gennaio 2018  |
| 43 | Il guanto di sfida                       | 28 gennaio 2018  |
| 44 | Il duello                                | 28 gennaio 2018  |
| 45 | La scomparsa di Nut e Ombra              | 4 febbraio 2018  |
| 46 | Franz contro Johann                      | 4 febbraio 2018  |
| 47 | Il nome segreto                          | 11 febbraio 2018 |
| 48 | Innamorati a Possenhofen                 | 11 febbraio 2018 |
| 49 | Il braccialetto invisibile               | 18 febbraio 2018 |
| 50 | Pericolo a palazzo                       | 18 febbraio 2018 |
| 51 | Come diventare imperatrice               | 25 febbraio 2018 |
| 52 | Finalmente sposi                         | 25 febbraio 2018 |